# Сборная Бразилии по футболу
Сбо́рная Брази́лии по футбо́лу (порт.-браз. Seleção Brasileira de Futebol) — команда, представляющая Бразилию на международных соревнованиях по футболу. Управляющая организация — Бразильская конфедерация футбола, которая является членом ФИФА с 1923 года, а также членом КОНМЕБОЛ с 1916 года.
Сборная Бразилии является самой успешной национальной командой в истории: на её счёту пять побед на чемпионатах мира (1958, 1962, 1970, 1994 и 2002), а также единственной командой, участвовавшая во всех чемпионатах мира. Бразильцы первыми выиграли титулы на трёх различных материках и в трёх различных частях света (в Америке, Европе и Азии; в Северной Америке, в Южной Америке и в Евразии). Команда также четыре раза выигрывала Кубок конфедераций, что является рекордом. Кроме того, в активе бразильцев 9 побед в Кубке Америки — самом престижном командном турнире континента. По этому показателю на континенте они уступают только Уругваю и Аргентине.
Основной успех команды пришёлся на вторую половину 1950-х — первую половину 1970-х, когда команда, ведомая Пеле, Гарринчей, Загалло (в 1970 году Загалло был уже тренером сборной), выиграла три чемпионата мира из четырёх (с 1958 по 1970 год). Пеле, дебютировавший в 17 лет на чемпионате мира в Швеции, в 1970 году в Мексике стал единственным трёхкратным чемпионом мира. Там же, в Мексике, бразильцы после третьей победы на турнире получили на вечное хранение Кубок Жюля Риме.
Второй расцвет сборной Бразилии пришёлся на первую половину 1990-х — первую половину 2000-х, когда команда ведомая уже прославившимися Ромарио, Бебето, Роналдо, Роналдиньо, Кафу, Роберто Карлос, Ривалдо и другими смогла добиться побед на двух чемпионатах мира (1994 и 2002), а также трёх подряд участий в финальных матчах чемпионатов мира.
Прозвище бразильской сборной — «Селесао» (порт. A Seleção), означает «Избранные». Также с 2002 года, после пятой победы на чемпионате мира, их называют «Пентакампеоны» (порт. Pentacampeões) — пятикратные чемпионы.
Наибольшее количество матчей за сборную сыграл Кафу — 142 матча; лучший бомбардир команды — Неймар (79 мячей).
По состоянию на 6 октября 2022 года в рейтинге ФИФА сборная занимает 1-е место.
После увольнения с поста главного тренера Тите, возглавлявшего команду с 2016 года, в феврале 2023 года на эту должность на временной основе был назначен Рамон Менезес, накануне выигравший с «молодёжкой» континентальный чемпионат; действующий капитан команды — опорный полузащитник английского клуба «Манчестер Юнайтед» Каземиро, долгие годы игравший за другой именитый клуб Европы и мира, испанский «Реал Мадрид».
В 2018 году национальная сборная Бразилии по футболу получила кубок «Девяти ценностей» — награду Международной детской социальной программы «Футбол для Дружбы». Ежегодно Кубок вручается за высокий уровень социальной ответственности клуба и за наибольшую приверженность ценностям проекта: дружбе, равенству, справедливости, здоровью, миру, преданности, победе, традициям и чести. Победителя выбирали дети-участники финальных мероприятий программы из 211 стран мира.

## История

### XX век
Впервые сборная Бразилии по футболу была сформирована в 1914 году и провела матч против английского клуба «Эксетер Сити», выиграв 2:0 (по другим данным матч завершился вничью 3:3). Однако до более серьёзных побед на мировой арене было ещё далеко. Во многом этому мешала неразбериха среди руководителей местных футбольных федераций внутри страны.
Как бы то ни было, в чемпионатах 1930 года и 1934 года Бразилия выбывала после первого этапа. В 1938 году команда показала значительный прогресс и уверенно завоевала бронзу чемпионата. А Леонидас попал в историю как первый игрок, забивший 4 мяча в одном матче чемпионата мира.
После войны бразильская команда была переформирована и смогла выиграть Кубок Америки 1949. А первый послевоенный чемпионат 1950 года стал первым, который проходил в Бразилии. К тому же он был уникален тем, что на нём не проводился финальный матч. Был групповой этап для четырёх команд. Принято считать встречу Бразилия — Уругвай «финалом». Матч, проходивший на стадионе «Маракана» в Рио-де-Жанейро, посетили 199 854 болельщика. Бразильцам достаточно было сыграть вничью, чтобы стать чемпионами, но, ведя в счёте 1:0, они проиграли 1:2. Решающий мяч был забит Алсидеом Гиджией на 79-й минуте. В Южной Америке этот матч известен как «Мараканасо».
В 1954 году на проходивший в Швейцарии чемпионат приехала обновлённая команда. Однако в четвертьфинале бразильцы уступили фавориту первенства, венграм, 2:4, проведя один из самых ужасных матчей в своей истории. Этот матч получил название «битва в Берне».

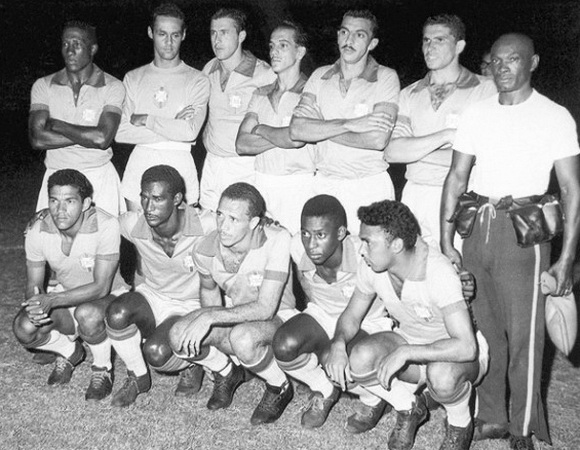
Сборная Бразилии на Чемпионате Южной Америки 1959.

В 1958 году на чемпионате в Швеции Бразилия в блестящем стиле стала чемпионом мира. В составе команды выделялись такие игроки, как Пеле, Гарринча, Вава и многие другие, вошедшие в историю футбола. Открытием этого первенства был семнадцатилетний Пеле, который до сих пор многими считается «королём футбола».
В 1962 году в Чили бразильцы смогли повторить свой успех. Лучшим бомбардиром первенства стал Гарринча, забивший четыре мяча. Его напарник Пеле выбыл из чемпионата после тяжёлой травмы в одном из первых матчей турнира.
На чемпионате в Англии в 1966 году команду ждал грандиозный провал. «Селесао» оказались не по зубам венгры и португальцы, в рядах которых играл Эйсебио. Сборная Бразилии выбыла из первенства уже в подгруппе, что расценивалось не иначе как национальная катастрофа. Ряд игроков был вынужден некоторое время оставаться в Европе, пережидая неспокойную ситуацию на родине.
Однако уже на следующем чемпионате мира в Мексике бразильцы, в составе которых вновь был Пеле, показали футбол высочайшего класса и выиграли все матчи первенства. В финале Бразилия разгромила Италию 4:1.
После того как «Селесао» за четыре турнира сумели трижды стать обладателями титула чемпиона мира, началась длительная полоса неудач:
1974 — Бразилия выставила один из самых слабых составов за всю свою историю и в результате заняла лишь 4-е место, уступив Польше 0:1.
1978 — «Селесао» уступили по разнице мячей хозяевам поля аргентинцам в матче за выход в финал. Разочарованные бразильцы обвинили вратаря сборной Перу, аргентинца по рождению, в нарочито плохой игре (матч Аргентина — Перу закончился со счётом 6:0).
1982 — состав Бразилии во главе с Зико и Сократесом считался непобедимым, выиграв все три групповых матча, однако последовало неожиданное поражение от сборной Италии 2:3 и выбывание из турнира на ранней стадии. Итальянцы в итоге выиграли турнир.
1986 — на этот раз поражение в серии послематчевых пенальти против сборной Франции. За Бразилию не забил 11-метровый «Белый Пеле» Зико.
1990 — поражение в 1/8 финала против аргентинцев. Бразильцы в течение всей игры показывали хороший атакующий футбол, несколько раз попадали в каркас ворот, но так и не смогли их распечатать. На последних минутах матча Клаудио Каниджа после филигранной передачи Диего Марадоны забил решающий гол. 1:0 в пользу Аргентины.
Чемпионат в США 1994 года. Спустя 24 года вновь победа Бразилии: после тяжёлого финала против сборной Италии, который завершился со счётом 0:0, бразильцы смогли выиграть в серии послематчевых пенальти 3:2. В составе Бразилии особенно выделялись нападающие Ромарио, Бебето, голкипер Таффарел, полузащитник и капитан команды Дунга, защитники Марсио Сантос и Бранко.
ЧМ-1998, Франция. В составе «Селесао» знаменитый Роналдо. Бразилия вновь дошла до финала, однако потерпела поражение от хозяев поля 0:3. Два гола, забитых в первом тайме, положивших начало разгрому, после подач с угловых забил лидер сборной Франции Зинедин Зидан.

### XXI век
ЧМ-2002, Япония/Республика Корея. Бразилия продолжила показывать хорошую игру и в третий раз подряд вышла в финал мирового первенства. До финала бразильцы выиграли все матчи, в том числе дважды одолела Турцию. В финале Бразилия впервые встретилась со своим главным заочным конкурентом сборной Германии и нанесла им поражение со счётом 2:0. Ворота Германии защищал знаменитый Оливер Кан, который на протяжении чемпионата показывал отличную игру, однако в финале ничего бразильцам противопоставить не смог. Лучшим бомбардиром первенства стал Роналдо (8 мячей). В составе Бразилии играли выдающиеся футболисты: Роналдо, Роналдиньо, Кафу, Роберто Карлос, Кака́, Ривалдо и Лусио.
ЧМ-2006, Германия. Этот чемпионат завершил серию сильных выступлений сборной. Несмотря на звёздный состав, команда подошла к первенству не сыгранной (например, по мнению многих журналистов, Роналдо имел переизбыток веса). После ряда побед Бразилия в 1/4 финала потерпела поражение от опытной французской сборной 0:1 (Анри).
ЧМ-2010, ЮАР. В 1/4 финала сборная Бразилии проиграла сборной Нидерландов со счётом 1:2. Тренер пентакампеонов Дунга полностью изменил манеру игры сборной в сторону прагматичности и ставки на финальный результат. В составе на ЧМ-2010 выделялись такие игроки как Майкон, Лусио, Жулио Сезар, Робиньо, Кака́, Элано и др.
Кубок Америка 2011, Аргентина. Сборную принял Мано Менезес, который поменял половину обоймы 2010 года. Вместо Жуана, Бастоса, Мело, Жилберту Силвы, Кака́ и Фабиано пришли: Давид Луис, Андре, Лукас Лейва, Гансо, Лукас Моура и Неймар. Ветераны сборной (Майкон, Жулио Сезар, Робиньо и другие) стали испытывать проблемы в клубах, а молодые игроки практически ничем не смогли помочь. В итоге сборная вылетела в 1/4 финала, всухую проиграв по пенальти Парагваю.
Кубок конфедераций 2013 сборная Бразилии выиграла, разгромив в финале Испанию со счётом 3:0, Фред отметился дублем, один гол забил Неймар. Весь турнир команда Сколари провела на выдающемся уровне. По жеребьёвке Бразилия попала в одну группу к Италии, Мексике и Японии. Пентакампеоны возглавили эту группу, обыграв всех соперников. В полуфинале в соперники им попалась сборная Уругвая. Нападающий Бразилии Фред получил серебряную бутсу, а Неймар стал лучшим игроком турнира. Спустя год Бразилии надлежало принять чемпионат мира у себя.
В полуфинале домашнего ЧМ-2014 в Белу-Оризонти сборная Бразилии пропустила от сборной Германии пять мячей за первые 30 минут игры (итоговый счёт 1:7) прозванной «минейрасо», ставшей самым крупным поражением сборной Бразилии в её истории, обновив антирекорд, державшийся с 1920 года — (0:6) против сборной Уругвая на Кубке Америке. Это стало первым домашним поражением Бразилии в официальных турнирах за последние 39 лет (беспроигрышная серия продлилась 62 матча с поражения в Кубке Америки в 1975 году). Матч за 3-е место бразильцы также проиграли сборной Нидерландов (0:3).
После чемпионата мира сборную Бразилии возглавил Дунга, а капитаном команды стал нападающий «Барселоны» Неймар. С этого момента сборная выиграла 10 товарищеских матчей подряд с общим счётом 21:2, включая Суперклассико де лас Америкас против Аргентины (2:0).
На Кубке Америки 2015 команда дошла до 1/4 финала, где без дисквалифицированного в матче против Колумбии Неймара по пенальти проиграла сборной Парагвая (1:1, пен. 3:4). Дунга нашёл оправдание неудачам своей команды в неком вирусе, который подхватила его команда. После неудачи на следующем кубке, проводившимся в США, бразильцы не вышли из группы, а Дунгу уволили.
Сборная Бразилии стала первой после России командой, квалифицировавшейся на ЧМ-2018 через отборочные матчи, обеспечив своё участие в мундиале ещё в марте 2017 года. В финальном турнире команда в первом групповом матче неожиданно сыграла вничью со Швейцарией 1:1, однако потом победила Коста-Рику и Сербию с одинаковым счётом 2:0 и заняла первое место в группе. В 1/8 финала бразильцы обыграли Мексику 2:0, а в 1/4 финала проиграли будущему бронзовому призёру турнира сборной Бельгии со счётом 1:2.
На ЧМ-2022 в Катаре сборная Бразилии выступала в группе G. Обыграв сборные Сербии (2:0) и Швейцарии (1:0), Бразилия обеспечила себе выход в плей-офф и в третьем матче с минимальным счётом уступила Камеруну. Тогда камерунцы забили на последних минутах. В 1/8 «селесао» разгромили со счётом 4:1 сборную Южной Кореи, которая ранее в своей группе сотворила сенсацию, победив Португалию и заставила Уругвай покинуть турнир. Яркий стиль игры и обилие талантливых игроков заставили прессу сразу заговорить о Бразилии как о весьма возможном победителе турнира. Однако в четвертьфинале бразильцев постигло жестокое разочарование — в серии пенальти со счётом 4:2 их победила сборная Хорватии. Соперники обменялись голами в дополнительное время, причём гол нападающего Бруно Петковича на 117-й минуте, когда Бразилия была впереди, стал первым и единственным ударом хорватов в створ ворот в этом матче (против 11 ударов в створ от бразильцев). Защитник Маркиньос в серии пенальти попал в штангу.
Начиная с 2006 года, на чемпионатах мира сборная Бразилии в матчах на выбывание проигрывала всем европейским командам, с которыми ей пришлось встречаться, при этом обыгрывая все из других конфедераций. После поражения от Хорватии на ЧМ-2022 бразильская серия проигрышей европейским сборным в плей-офф ЧМ составила 6 матчей и 16 лет по длительности.

## Достижения

### Чемпионат мира
| Год   | Раунд                 | М   | В  | Н* | П  | МЗ  | МП  |
| ----- | --------------------- | --- | -- | -- | -- | --- | --- |
| 1930  | Групповой этап        | 2   | 1  | 0  | 1  | 5   | 2   |
| 1934  | 1/8 финала            | 1   | 0  | 0  | 1  | 1   | 3   |
| 1938  | 3-е место             | 5   | 3  | 1  | 1  | 14  | 11  |
| 1950  | 2-е место             | 6   | 4  | 1  | 1  | 22  | 6   |
| 1954  | 1/4 финала            | 3   | 1  | 1  | 1  | 8   | 5   |
| 1958  | Чемпионы              | 6   | 5  | 1  | 0  | 16  | 4   |
| 1962  | Чемпионы              | 6   | 5  | 1  | 0  | 14  | 5   |
| 1966  | Групповой этап        | 3   | 1  | 0  | 2  | 4   | 6   |
| 1970  | Чемпионы              | 6   | 6  | 0  | 0  | 19  | 7   |
| 1974  | 4-е место             | 7   | 3  | 2  | 2  | 6   | 4   |
| 1978  | 3-е место             | 7   | 4  | 3  | 0  | 10  | 3   |
| 1982  | Второй групповой этап | 5   | 4  | 0  | 1  | 15  | 6   |
| 1986  | 1/4 финала            | 5   | 4  | 1  | 0  | 10  | 1   |
| 1990  | 1/8 финала            | 4   | 3  | 0  | 1  | 4   | 2   |
| 1994  | Чемпионы              | 7   | 5  | 2  | 0  | 11  | 3   |
| 1998  | 2-е место             | 7   | 4  | 1  | 2  | 14  | 10  |
| 2002  | Чемпионы              | 7   | 7  | 0  | 0  | 18  | 4   |
| 2006  | 1/4 финала            | 5   | 4  | 0  | 1  | 10  | 2   |
| 2010  | 1/4 финала            | 5   | 3  | 1  | 1  | 9   | 4   |
| 2014  | 4-е место             | 7   | 3  | 2  | 2  | 11  | 14  |
| 2018  | 1/4 финала            | 5   | 3  | 1  | 1  | 8   | 3   |
| 2022  | 1/4 финала            | 5   | 3  | 1  | 1  | 8   | 3   |
| Итого | 22/22                 | 114 | 76 | 18 | 18 | 229 | 105 |

*В ничьи включены также матчи плей-офф, которые завершились серией послематчевых пенальти.

### Золотой Кубок чемпионов мира
| Год       | Раунд     | М | В | Н | П | МЗ | МП |
| --------- | --------- | - | - | - | - | -- | -- |
| 1980/1981 | 2-е место | 3 | 1 | 1 | 1 | 6  | 4  |
| Итого     | 1/1       | 3 | 1 | 1 | 1 | 6  | 4  |

### Кубок Америки
*Сборная не участвовала в турнире с 1926 г. по 1935 г.
| Год*  | Раунд          | Место | И   | В   | Н  | П  | РМ      |
| ----- | -------------- | ----- | --- | --- | -- | -- | ------- |
| 1916  | 3-е место      | 3     | 3   | 0   | 2  | 1  | 3-4     |
| 1917  | 3-е место      | 3     | 3   | 2   | 0  | 1  | 5-3     |
| 1919  | Чемпионы       | 1     | 3   | 2   | 1  | 0  | 11-3    |
| 1920  | 3-е место      | 3     | 3   | 1   | 0  | 2  | 1-8     |
| 1921  | 2-е место      | 2     | 3   | 1   | 0  | 2  | 4-3     |
| 1922  | Чемпионы       | 1     | 4   | 1   | 3  | 0  | 4-2     |
| 1923  | 4-е место      | 4     | 3   | 0   | 0  | 3  | 2-5     |
| 1924  | Не участвовала | -     | -   | -   | -  | -  | -       |
| 1925  | 2-е место      | 2     | 4   | 2   | 1  | 1  | 11-9    |
| 1937  | 2-е место      | 2     | 5   | 4   | 0  | 1  | 17-9    |
| 1939  | Не участвовала | -     | -   | -   | -  | -  | -       |
| 1941  | Не участвовала | -     | -   | -   | -  | -  | -       |
| 1942  | 3-е место      | 3     | 6   | 3   | 1  | 2  | 15-7    |
| 1945  | 2-е место      | 2     | 6   | 5   | 0  | 1  | 19-5    |
| 1946  | 2-е место      | 2     | 5   | 3   | 1  | 1  | 13-7    |
| 1947  | Не участвовала | -     | -   | -   | -  | -  | -       |
| 1949  | Чемпионы       | 1     | 7   | 6   | 0  | 1  | 39-7    |
| 1953  | 2-е место      | 2     | 6   | 4   | 0  | 2  | 15-6    |
| 1955  | Не участвовала | -     | -   | -   | -  | -  | -       |
| 1956  | 4-е место      | 4     | 5   | 2   | 2  | 1  | 4-5     |
| 1957  | 2-е место      | 2     | 6   | 4   | 0  | 2  | 23-9    |
| 1959  | 2-е место      | 2     | 6   | 4   | 2  | 0  | 17-7    |
| 1959  | 3-е место      | 3     | 4   | 2   | 0  | 2  | 7-10    |
| 1963  | 4-е место      | 4     | 6   | 2   | 1  | 3  | 12-13   |
| 1967  | Не участвовала | -     | -   | -   | -  | -  | -       |
| 1975  | 3-е место      | 3     | 6   | 5   | 0  | 1  | 16-4    |
| 1979  | 3-е место      | 3     | 6   | 2   | 2  | 2  | 10-9    |
| 1983  | 2-е место      | 2     | 8   | 2   | 4  | 2  | 8-4     |
| 1983  | Групповой этап | 5     | 2   | 1   | 0  | 1  | 5-4     |
| 1989  | Чемпионы       | 1     | 7   | 5   | 2  | 0  | 11-1    |
| 1991  | 2-е место      | 2     | 7   | 4   | 1  | 2  | 12-8    |
| 1993  | 1/4 финала     | 5     | 4   | 1   | 2  | 1  | 6-4     |
| 1995  | 2-е место      | 2     | 6   | 4   | 2  | 0  | 10-3    |
| 1997  | Чемпионы       | 1     | 6   | 6   | 0  | 0  | 22-3    |
| 1999  | Чемпионы       | 1     | 6   | 6   | 0  | 0  | 17-2    |
| 2001  | 1/4 финала     | 6     | 4   | 2   | 0  | 2  | 5-4     |
| 2004  | Чемпионы       | 1     | 6   | 3   | 2  | 1  | 13-6    |
| 2007  | Чемпионы       | 1     | 6   | 4   | 1  | 1  | 15-5    |
| 2011  | 1/4 финала     | 8     | 4   | 1   | 3  | 0  | 6-4     |
| 2015  | 1/4 финала     | 8     | 4   | 2   | 0  | 2  | 5-4     |
| 2016  | Групповой этап | 9     | 3   | 1   | 1  | 1  | 7-2     |
| 2019  | Чемпионы       | 1     | 6   | 4   | 2  | 0  | 15-5    |
| 2021  | 2-е место      | 2     | 7   | 5   | 1  | 1  | 12-3    |
| 2024  | 1/4 финала     |       | 4   | 1   | 3  | 0  | 5-2     |
| Всего | 9 титулов      | 34/44 | 181 | 102 | 37 | 42 | 400-192 |

### Олимпийские игры
- Чемпион — 2016, 2020
- Серебряный призёр — 1984, 1988, 2012
- Третье место — 1996, 2008

### Кубок конфедераций
| Год   | Раунд                                            | Место | И  | В  | Н | П | РМ    |
| ----- | ------------------------------------------------ | ----- | -- | -- | - | - | ----- |
| 1997  | Чемпионы                                         | 1     | 5  | 4  | 1 | 0 | 14-2  |
| 1999  | 2-е место                                        | 2     | 5  | 4  | 0 | 1 | 18-5  |
| 2001  | 4-е место                                        | 4     | 5  | 1  | 2 | 2 | 3-3   |
| 2003  | Групповой этап                                   | 5     | 3  | 1  | 1 | 1 | 3-3   |
| 2005  | Чемпионы                                         | 1     | 5  | 3  | 1 | 1 | 12-6  |
| 2009  | Чемпионы                                         | 1     | 5  | 5  | 0 | 0 | 14-5  |
| 2013  | Чемпионы                                         | 1     | 5  | 5  | 0 | 0 | 14-3  |
| 2017  | Не квалифицировалась                             | 0     | 0  | 0  | 0 | 0 | 0-0   |
| 2021  | Квалифицировалась, но позже турнир был упразднён | 0     | 0  | 0  | 0 | 0 | 0-0   |
| Всего | 4 титула                                         | 7/8   | 33 | 23 | 5 | 5 | 78-27 |

### Золотой кубок КОНКАКАФ
| Год   | Раунд     | Место | И  | В | Н | П | РМ   |
| ----- | --------- | ----- | -- | - | - | - | ---- |
| 1996  | 2-е место | 2     | 4  | 3 | 0 | 1 | 10-3 |
| 1998  | 3-е место | 3     | 5  | 2 | 2 | 1 | 6-2  |
| 2003  | 2-е место | 2     | 5  | 3 | 0 | 2 | 6-4  |
| Всего | -         | 3/11  | 14 | 8 | 2 | 4 | 22-9 |

## Текущий состав сборной
Следующие игроки были вызваны в состав сборной главным тренером Карло Анчелотти для участия в матчах отборочного турнира к Чемпионату мира 2026 против сборных Эквадора (5 июня 2025 года) и Парагвая (10 июня 2025 года). .
Игры и голы приведены по состоянию на 11 июня 2025 года:
|  | Вр  | Алисон Бекер       | 2 октября 1992 (32 года)  | 73 | 0  | Ливерпуль               |  |  |
|  | Вр  | Бенто              | 10 июня 1999 (26 лет)     | 4  | 0  | Ан-Наср                 |  |  |
|  | Вр  | Уго Соуза          | 31 января 1999 (26 лет)   | 0  | 0  | Коринтианс              |  |  |
|  |     |                    |                           |    |    |                         |  |  |
|  | Защ | Маркиньос          | 14 мая 1994 (31 год)      | 99 | 7  | Пари Сен-Жермен         |  |  |
|  | Защ | Данило             | 15 июля 1991 (34 года)    | 66 | 1  | Фламенго                |  |  |
|  | Защ | Алекс Сандро       | 26 января 1991 (34 года)  | 42 | 2  | Фламенго                |  |  |
|  | Защ | Вандерсон          | 21 июня 2001 (24 года)    | 5  | 0  | Монако                  |  |  |
|  | Защ | Лукас Бералдо      | 24 ноября 2003 (21 год)   | 4  | 0  | Пари Сен-Жермен         |  |  |
|  | Защ | Лео Ортис          | 3 января 1996 (29 лет)    | 2  | 0  | Фламенго                |  |  |
|  | Защ | Уэсли              | 6 сентября 2003 (21 год)  | 2  | 0  | Фламенго                |  |  |
|  | Защ | Карлос Аугусто     | 7 января 1999 (26 лет)    | 2  | 0  | Интернационале          |  |  |
|  | Защ | Александро         | 9 августа 1999 (25 лет)   | 2  | 0  | Лилль                   |  |  |
|  |     |                    |                           |    |    |                         |  |  |
|  | ПЗ  | Каземиро           | 23 февраля 1992 (33 года) | 77 | 7  | Манчестер Юнайтед       |  |  |
|  | ПЗ  | Бруно Гимарайнс    | 16 ноября 1997 (27 лет)   | 35 | 1  | Ньюкасл Юнайтед         |  |  |
|  | ПЗ  | Жерсон             | 20 мая 1997 (28 лет)      | 14 | 1  | Зенит                   |  |  |
|  | ПЗ  | Андреас Перейра    | 1 января 1996 (29 лет)    | 10 | 2  | Фулхэм                  |  |  |
|  | ПЗ  | Эдерсон            | 7 июля 1999 (26 лет)      | 3  | 0  | Аталанта                |  |  |
|  | ПЗ  | Андрей Сантос      | 3 мая 2004 (21 год)       | 2  | 0  | Страсбур                |  |  |
|  |     |                    |                           |    |    |                         |  |  |
|  | Нап | Ришарлисон         | 10 мая 1997 (28 лет)      | 50 | 20 | Тоттенхэм Хотспур       |  |  |
|  | Нап | Винисиус Жуниор    | 12 июля 2000 (25 лет)     | 41 | 7  | Реал Мадрид             |  |  |
|  | Нап | Рафинья            | 14 декабря 1996 (28 лет)  | 34 | 11 | Барселона               |  |  |
|  | Нап | Габриэл Мартинелли | 18 июня 2001 (24 года)    | 18 | 2  | Арсенал                 |  |  |
|  | Нап | Антони             | 24 февраля 2000 (25 лет)  | 16 | 2  | Реал Бетис              |  |  |
|  | Нап | Матеус Кунья       | 27 мая 1999 (26 лет)      | 15 | 1  | Вулверхэмптон Уондерерс |  |  |
|  | Нап | Эстеван Виллиан    | 24 апреля 2007 (18 лет)   | 5  | 0  | Палмейрас               |  |  |

## Рекордсмены сборной

### Матчи

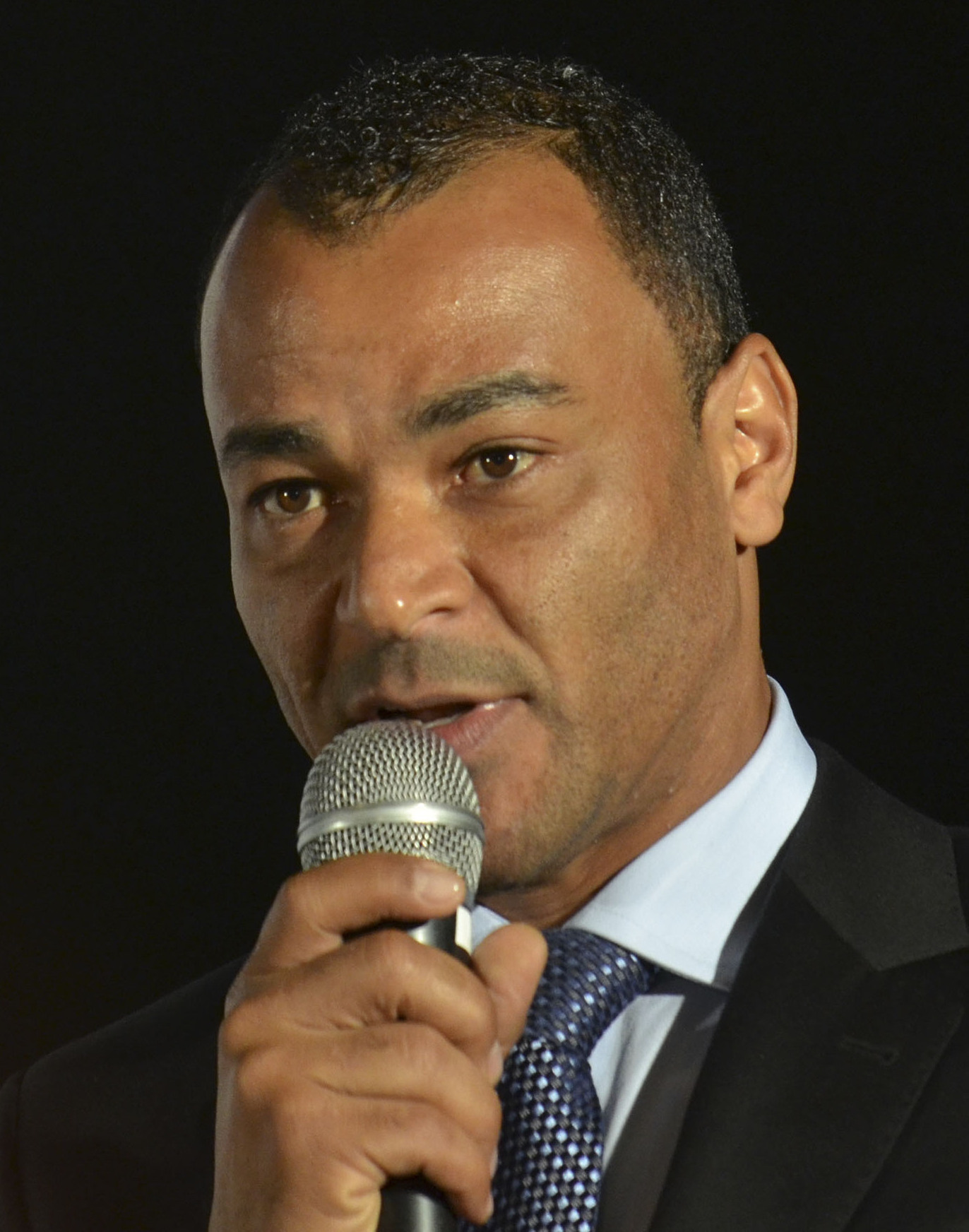
Защитник Кафу — рекордсмен по сыгранным матчам за сборную Бразилии (142)

|   | Футболист        | Матчи | Голы | Первый матч      | Последний матч  |
| - | ---------------- | ----- | ---- | ---------------- | --------------- |
| 1 | Кафу             | 142   | 5    | 12 сентября 1990 | 1 июля 2006     |
| 2 | Неймар           | 128   | 79   | 10 августа 2010  | 17 октября 2023 |
| 3 | Дани Алвес       | 126   | 8    | 10 октября 2006  | 5 декабря 2022  |
| 4 | Роберто Карлос   | 125   | 11   | 26 февраля 1992  | 1 июля 2006     |
| 5 | Тиагу Силва      | 113   | 7    | 12 октября 2008  | 9 декабря 2022  |
| 6 | Лусио            | 105   | 4    | 15 ноября 2000   | 5 сентября 2011 |
| 7 | Клаудио Таффарел | 101   | 0    | 7 июля 1988      | 12 июля 1998    |
| 8 | Робиньо          | 100   | 28   | 13 июля 2003     | 25 января 2017  |
| 9 | Джалма Сантос    | 98    | 3    | 10 апреля 1952   | 9 июня 1968     |
| 9 | Роналдо          | 98    | 62   | 23 марта 1994    | 7 июня 2011     |

Источник

### Голы
|    | Футболист  | Карьера   | Голы | Матчи | В ср. |
| -- | ---------- | --------- | ---- | ----- | ----- |
| 1  | Неймар     | 2010—2023 | 79   | 128   | 0,62  |
| 2  | Пеле       | 1957—1971 | 77   | 92    | 0,84  |
| 3  | Роналдо    | 1994—2011 | 62   | 98    | 0,63  |
| 4  | Ромарио    | 1987—2005 | 55   | 70    | 0,79  |
| 5  | Зико       | 1976—1989 | 48   | 71    | 0,68  |
| 6  | Бебето     | 1985—1998 | 39   | 75    | 0,52  |
| 7  | Ривалдо    | 1993—2003 | 35   | 74    | 0,47  |
| 8  | Жаирзиньо  | 1964—1982 | 33   | 81    | 0,41  |
| 8  | Роналдиньо | 1999—2013 | 33   | 97    | 0,34  |
| 10 | Адемир     | 1945—1953 | 32   | 39    | 0,82  |
| 10 | Тостао     | 1966—1972 | 32   | 54    | 0,59  |

Источник

## Футболисты, включённые в Зал славы Музея бразильского футбола
Следующие футболисты включены в Зал славы Музея бразильского футбола при стадионе Пакаэмбу в Сан-Паулу.
- Бебето
- Вава
- Гарринча
- Джалма Сантос
- Диди
- Жаирзиньо
- Жерсон
- Жилмар
- Жулиньо
- Маркос (вратарь)
- Марио Загалло
- Зизиньо
- Зико
- Карлос Алберто Торрес
- Кака
- Нилтон Сантос
- Пеле
- Ривалдо
- Роберто Ривелино
- Ромарио
- Роналдиньо
- Роналдо
- Сократес
- Кафу
- Клаудио Таффарел (вратарь)
- Тостао
- Фалькао
- Дида (вратарь)

Также отмечены:
- Домингос да Гия
- Леонидас

Кроме них, в список величайших бразильских игроков XX века по версии IFFHS вошли также:
- Артур Фриденрайх
- Луис Перейра
- Адемир

## Форма

### Домашняя
| 1899 — 1914 | 1914 — 1917 | 1917        | 1917        | 1917        | 1918 — 1919 | 1919 — 1938 | 1945 — 1950 | 1954 — 1974 | 1978        |
| 1986 — 1990 | 1988        | 1994        | 1994 — 1997 | 1997        | 1998 — 2000 | 2000 — 2002 | 2002 — 2004 | 2004 — 2006 | 2006 — 2007 |
| 2007 — 2010 | 2011 — 2012 | 2012 — 2013 | 2013 — 2014 | 2014 — 2016 | 2016 — 2018 | 2018 — 2019 | 2019 — 2020 | 2020 — 2022 | 2022 — 2024 |
| 2024 —      |             |             |             |             |             |             |             |             |             |

### Гостевая
| 1938 — 1948 | 1949 — 1953 | 1958        | 1995        | 1997        | 2002 — 2004 | 2004 — 2006 | 2006 — 2007 | 2008 — 2010 | 2010 — 2011 |
| 2011 — 2012 | 2012 — 2013 | 2013 — 2014 | 2014 — 2016 | 2016 — 2018 | 2018 — 2019 | 2019 — 2020 | 2020 — 2022 | 2022 —      | 2024 —      |

### Вратарская
| Форма · Форма | Форма · Форма |

### Экипировка
| Период     | Производитель формы |
| ---------- | ------------------- |
| 1954—1977  | Athleta             |
| 1977—1981  | Adidas              |
| 1981—1991  | Topper              |
| 1991—1996  | Umbro               |
| 1997—н. в. | Nike                |